# Magdalena Smalara
Magdalena Smalara (ur. 14 marca 1978 w Gdyni) – polska aktorka, reżyserka, autorka tekstów.

## Życiorys
W 2002 r. ukończyła Akademię Teatralną w Warszawie. W latach 2002–2013 była aktorką Teatru Polskiego w Warszawie, następnie od 2013 r. do 2019 r. – Teatru Dramatycznego m.st. Warszawy. Od 2019 r. działa niezależnie, współpracując m.in. z warszawskim teatrem Roma, Och-Teatrem, Klubem Komediowym i scenami impresaryjnymi. W 2003 r. otrzymała Nagrodę im. Tadeusza Łomnickiego za wybitne osiągnięcia w dwa lata po ukończeniu studiów. W 2001 r. otrzymała Grand Prix, Nagrodę Publiczności oraz Nagrodę Dziennikarzy w Konkursie na Interpretację Piosenek Agnieszki Osieckiej, organizowanym przez Fundację Okularnicy. Od 2009 r. zasiada w fotelu prowadzącej koncerty tego konkursu, a także w jury eliminacyjnym. W serialu Samo życie grała Kingę, żonę Karola. W 2012 r. w warszawskim Teatrze Polskim wyreżyserowała spektakl „Wszędzie jest wyspa Tu”, oparty na poezji Wisławy Szymborskiej, do której muzykę napisała Urszula Borkowska. W 2020 r. powstała nowa wersja tego przedstawienia pt. „100 minut dla urody”. W 2013 r. premierę miał jej autorski program „Kobieta do zjedzenia”, stworzony również we współpracy z Urszulą Borkowską. Wyreżyserowała emitowany w Radiu RDC koncert na 60-lecie Studenckiego Teatru Satyryków (2013), a także koncert utworów Wojciecha Młynarskiego „Piosenka to jest forma magiczna” w 2017 r. Jest autorką scenariuszy do recitali Anny Dereszowskiej i Katarzyny Dąbrowskiej.
Od 2016 r. wykłada na Wydziale Wokalno-Aktorskim Uniwersytetu Muzycznego im. Fryderyka Chopina w Warszawie. W 2022 r. obroniła z wyróżnieniem dysertację na temat interpretacji piosenki aktorskiej i otrzymała tytuł doktora sztuk muzycznych.
Jej mężem jest Krzysztof Zieliński – pierwowzór Grzegorza Kwiatkowskiego (młodszego z braci), bohatera filmu „300 mil do nieba”, z którym ma syna Ludwiga, urodzonego w Szwecji.

## Filmografia
- 2000: Weiser – pielęgniarka Małgorzata
- 2002–2010: Samo życie – Kinga Gawor
- 2002: Na dobre i na złe – studentka
- 2002: Zemsta – Rózia, służąca Klary
- 2002: Haker – maturzystka
- 2003: Biała sukienka – Bogusia, dziewczyna podwożona przez Maćka
- 2005: Warszawa – redaktorka Kasia
- 2005: Barbórka – Marysia
- 2005–2006: Pensjonat pod Różą – Kinga
- 2006: Strajk – Renata
- 2006: Oficerowie – malarka Małgorzata
- 2007: Tylko miłość – Magdalena Zielińska
- 2007: Benek – dziewczyna z biura
- 2007: Straż nocna – Ineke
- 2008: Boisko bezdomnych – Jola, żona „Górnika”
- 2009: 39 i pół – recepcjonistka
- 2009: Sprawiedliwi – Małkowa
- 2009: Generał Nil – chorąży na stacji
- 2009: Nigdy nie mów nigdy – Grażka, pracownica firmy
- 2009: Popiełuszko. Wolność jest w nas – pielęgniarka Maryla
- 2010: Hotel 52 – złodziejka
- 2010: Usta usta – Dorota
- 2010–2011: Ojciec Mateusz – lekarka
- 2011: Czas honoru – Aniela Krupa
- 2011: Wiadomości z drugiej ręki – członkini rodziny Agaty
- 2011: Sala samobójców – nauczycielka
- 2011: Wyjazd integracyjny – narzeczona Stasiaka
- 2011: 1920 Bitwa warszawska – Marynia Łasiakówna
- 2012: Przepis na życie – Sylwia
- 2013: Last Minute – Monika
- 2013: Wałęsa. Człowiek z nadziei – milicjantka
- 2013: To nie koniec świata – Arletta (odc. 7)
- 2014: Lekarze – Lidka, córka Zofii (odc. 52)
- 2015: Moje córki krowy – kobieta z siłowni
- 2015–2016: Strażacy – Bożena Michalak
- 2017: Druga szansa – właścicielka lokalu (odc. 2, 3)
- 2017: Ucho Prezesa – Anna Zalewska (odc. 6)
- 2018: 1983 – koronerka (odc. 1)
- 2018: Drogi wolności – kucharka Antośka
- 2018: Kler – Jadzia
- 2018: Zabawa, zabawa – pielęgniarka Monika
- 2018–2019: Pod powierzchnią – Ewa Lis
- 2019: Za marzenia – sierżant Dana Leszkiewicz
- 2019: Wojenne dziewczyny – Bronia
- 2019: Ikar. Legenda Mietka Kosza – dziennikarka
- 2020: W głębi lasu
- 2020: Osiecka – Helena, służąca Osieckich
- 2020: Ludzie i bogowie – Teresa Nowotna, żona Jana (odc. 6)
- 2020: Zieja – kucharka
- 2020: Listy do M. 4 – strażniczka miejska
- 2020: Król – żona klienta burdelu Ryfki (odc. 3, 6)
- 2021: Piękni i bezrobotni – urzędniczka Żaneta (odc. 1)
- 2021: Mamy to – kandydatka na nianię (odc. 4)
- 2021: Inni ludzie – matka ucznia
- 2021: Pajęczyna – komisarz Janina Pastuszek
- 2021: Planeta singli. Osiem historii – Iza
- 2021, od 2023: 48h. Zaginieni – Elżbieta Nowak (odc. 1–40, 161–)[4]
- 2024: Treasure – recepcjonistka w hotelu

### Programy
- 2017–2018: SNL Polska

### Polski dubbing
- 2002–2005: Co nowego u Scooby’ego? – Penelope Bailey
- 2004–2007: Danny Phantom – Valerie
- 2006: Klasa 3000 – Tamika Jones
- 2006: Eragon – Angela
- 2017: Spider-Man: Homecoming – Anne Marie Hoag
- 2022: Moon Knight – Donna[5]

## Teatr

### Teatr Telewizji
- 2002: Piękna pani Seidenman, Andrzej Szczypiorski, reż. Janusz Kijowski – dziewczyna na Dworcu Gdańskim w 1968 r.
- 2003: Śluby panieńskie, Aleksander Fredro, reż. Krystyna Janda – Aniela
- 2006: Bezład, Krzysztof Czeczot, reż. Witold Adamek – Ilonka Smolara

### Teatr Polski
- 2000: Zielona Gęś, Konstanty Ildefons Gałczyński, reż. Jarosław Kilian – Ptysia
- 2002: Nondum, Lidia Amejko, reż. Piotr Kruszczyński – Głos Psychopompa
- 2003: Burza, William Szekspir, reż. Jarosław Kilian – Miranda
- 2004: Balladyna, Juliusz Słowacki, reż. Jarosław Kilian – Balladyna
- 2004: Sen nocy letniej, William Szekspir, reż. Jarosław Kilian – Helena
- 2005: Makbet, William Szekspir, reż. Piotr Kruszczyński – Lady Macduf
- 2006: Jak wam się podoba, William Szekspir, reż. Jarosław Kilian – Anielka
- 2008: Wieczór piosenek Brassensa, teksty piosenek i muzyka Georges Brassens, scenariusz Filip Łobodziński – śpiew
- 2010: Pinokio, Carlo Collodi, reż. Jarosław Kilian – Colombina
- 2010: Hekabe, Eurypides, reż. Karolina Labakhua – służebna
- 2011: Nowy Don Kiszot, Aleksander Fredro, reż. Natalia Kozłowska – Małgorzata
- 2011: Wieczór Trzech Króli, William Szekspir, reż. Dan Jemmett – Maria

### Laboratorium Dramatu
- 2005: Agata szuka pracy, Dana Łukasińska, reż. Krzysztof Rekowski – urzędniczka

### Teatr na Woli
- 2005: Rodzina Dreptaków, Andrzej Waligórski, reż. Jerzy Satanowski – córka Emilia
- 2017: Historia Jakuba, Tadeusz Słobodzianek, reż. Ondrej Spišák – siostra Mariana Jakuba

### Studio Buffo
- 2011: I love you, tekst Joe DiPietro, muzyka Jimmy Roberts, reż. David Foulkes